# Phillip Adams
Phillip Adams, född 20 juli 1988 i Rock Hill, South Carolina, död 8 april 2021 i Rock Hill, South Carolina, var en amerikansk utövare av amerikansk fotboll som spelade som cornerback för San Francisco 49ers, New England Patriots, Seattle Seahawks, Oakland Raiders, New York Jets och Atlanta Falcons i National Football League (NFL) mellan 2010 och 2015.
Adams draftades av San Francisco 49ers i 2010 års NFL-draft.
Den 7 april 2021 sköt Adams sex personer med pistol i sin hemstad Rock Hill. Fem av sex avled omedelbart varav två barn medan den sjätte avled den 10 april på sjukhus. Adams tog sitt liv på natten mot den 8 april.